# Termogenesi
La termogenesi è un particolare processo metabolico che consiste nella produzione di calore da parte dell'organismo, soprattutto nel tessuto adiposo e muscolare. 
Il metabolismo, e quindi anche l'entità della termogenesi, dipendono fra l'altro da fattori genetici, e possono quindi variare da individuo a individuo. Tali fattori influenzano anche la quantità del cosiddetto tessuto adiposo bruno (grasso bruno), tessuto capace di produrre calore ed energia "bruciando" i grassi in quantità maggiore rispetto ad ogni altro distretto dell'organismo. 
Poiché il peso corporeo è determinato dal bilanciamento fra calorie introdotte con gli alimenti e quelle bruciate con l'attività fisica e con i vari processi metabolici quali digestione, respirazione etc., stimolando la termogenesi si può ottenere un certo controllo del peso corporeo.
Tutti i processi biologici nei quali avviene produzione di calore sono definiti termogenetici. Il calore è prodotto dalla trasformazione di energia per processi ossidativi o catabolici. 
Esistono vari tipi di termogenesi ed una delle più interessanti è la termogenesi postprandiale, vale a dire la produzione di calore indotta dagli alimenti. È misurabile principalmente mediante la calorimetria indiretta, che è in grado di stabilire dall'aria espirata da un individuo, quanti carboidrati o lipidi o proteine vengono bruciati per kg di peso corporeo al minuto. Questi parametri possono essere molto utili per stabilire quali siano le variazioni del dispendio energetico e quali nutrienti vengano utilizzati preferenzialmente, in particolare per stilare eventualmente una dieta adeguata. Il dispendio energetico nelle 24 ore è costituito da diverse componenti: il metabolismo basale, legato a sesso e quantità della massa muscolare, la termogenesi e il dispendio energetico per l'esercizio fisico. Il principale determinante del consumo d'energia è costituito dal muscolo e la dieta influenza l'entità della massa magra e della massa grassa dell'organismo. Perciò per stabilire una dieta adeguata andrebbe misurato sempre prima non solo il peso dei muscoli e dell'adipe, cosa non semplice, ma anche la quantità di attività fisica praticata.
Un altro tipo di termogenesi è la regolazione dei cosiddetti "cicli futili", cioè l'accoppiamento di processi anabolici e catabolici (per esempio lipolisi e lipogenesi) e, forse più importante, l'utilizzo della termogenina. Già citata precedentemente nel tessuto adiposo bruno, questo è un enzima disaccoppiante e ha il compito di convertire l'energia incamerata dal flusso protonico della fosforilazione ossidativa (normalmente utilizzato per produrre ATP) in calore.